# Корумба
Корумба́ (порт. Corumbá) — муниципалитет в Бразилии, входит в штат Мату-Гросу-ду-Сул. Составная часть мезорегиона Пантанайс-Сул-Мату-Гроссенсис. Находится в составе крупной городской агломерации. Входит в экономико-статистический микрорегион Байшу-Пантанал. Население составляет 96 343 человека на 2007 год. Занимает площадь 64 960,863 км². Плотность населения — 1,48 чел./км².

## История
Город основан 21 сентября 1778 года.

## Статистика
- Валовой внутренний продукт на 2005 год составляет 1 492 877 000,00 реалов (данные: Бразильский институт географии и статистики).
- Валовой внутренний продукт на душу населения на 2005 год составляет 14 889,00 реалов (данные: Бразильский институт географии и статистики).
- Индекс развития человеческого потенциала на 2000 год составляет 0,771 (данные: Программа развития ООН).

## География
Климат местности: тропический. В соответствии с классификацией Кёппена, климат относится к категории Aw.